# Hypostomus paulinus
Hypostomus paulinus är en fiskart som först beskrevs av Ihering, 1905.  Hypostomus paulinus ingår i släktet Hypostomus och familjen Loricariidae. Inga underarter finns listade i Catalogue of Life.